# Přestřelka na Požárech u Křivoklátu
Přestřelka na Požárech u Křivoklátu 30. dubna 1942 byl ozbrojený střet protektorátních četníků Františka Ometáka a Václava Komínka s parašutistou Arnoštem Mikšem a odbojářem Josefem Kusým u velkostatku Požáry.

## Souvislosti
V noci ze 27. na 28. dubna 1942 byly vysazeny nad katastrem obce Městečko u Křivoklátu poblíž velkostatku Požáry parašutisté z výsadků BIOSCOP, BIVOUAC a STEEL. Po dopadu svůj operační materiál ukryli do lesa. Příslušníci výsadků BIOSCOP a BIVOUAC měli provádět sabotážní a destrukční akce na Moravě, kromě jiného v oblasti vsetínské zbrojovky nebo vyřadit z provozu teplárnu a elektrárnu v Brně na Špitálce.
Paradesantní výsadek STEEL byl tvořen pouze radistou svobodníkem Oldřichem Dvořákem, jehož úkolem bylo předat domácímu odboji novou vysílačku jako náhradu za vysílačku dosluhující. Oldřich Dvořák na místě dopadu na poli u Požárů kousek od lesa zakopal vysílačku do oranice. Po nočních mrazících ztvrdlá zem kladla polní lopatce odpor a tak skříňka s vysílačkou skončila ukryta jen nehluboko pod povrchem oranice. Oldřich Dvořák neodhadl stav jarních polních prací a nenapadlo jej, že se oranice bude ještě vláčet.
Paraskupina ZINC byla omylem nad Slovenskem vysazena 28. března 1942 ve složení: nadporučík Oldřich Pechal, rotný Arnošt Mikš a radista svobodník Viliam Gerik. Jejich úkolem bylo s pomocí vysílačky s krycím názvem Lída zpravodajsky pokrývat Moravu. Při přechodu hranic ze Slovenska do protektorátu byl zatčen dvěma německými celníky velitel výsadku Oldřich Pechal. Tomu se sice podařilo oba členy hlídky pohraniční stráže zneškodnit, ale na místě boje zůstal jeho falešný průkaz s pravou fotografií. Skupina ZINC se rozdělila: nadporučík Oldřich Pechal se skrýval na Moravě, později byl udán a dne 22. září 1942 byl popraven v koncentračním táboře Mauthausen. Svobodník Viliam Gerik se v Praze marně pokoušel navázat kontakt s představiteli domácího odboje a po dvoudenním čekání na Arnošta Mikše se 4. dubna 1942 přihlásil na Policejním ředitelství v Praze, odkud byl okamžitě předán pražské úřadovně gestapa a stal se placeným konfidentem gestapa. Rotný Arnošt Mikš se ukrýval mezi odbojáři na Křivoklátsku, kde se také koncem dubna 1942 dozvěděl o dalších paradesantních výsadcích (BIOSCOP, BIVOUAC, STEEL) a bylo dohodnuto, že to bude on, kdo má uschovanou vysílačku na poli u Požárů vyzvednout.

## Nález vysílačky
Dne 30. dubna 1942 pracovalo od rána na poli u Požárů na Křivoklátsku dvanáct koňských potahů a čtyři volské potahy. Obsluhu každého potahu tvořila jedna osoba vedoucí potah + druhý člověk, jenž se staral o brány. Za potahy chodilo deset žen, které sbíraly pýr, který byl při těchto jarních polních pracích z oranice branami vyvláčen. V dopoledních hodinách se v oranici pod zuby bran potahu vedeného kočím z velkostatku Emanuelem Kadlecem náhle objevila v poli nepatřičná věc – vak z vojenské celtoviny. Vak obsahoval pevný kufřík uzavřený dvěma západkami. Nalezený předmět byl v prvním okamžiku přisuzován elektrikářům. Ti před nedávnem na tomto místě stavěli v lesním průseku elektrické vedení. Po otevření skříňky identifikoval pomocník Emanuela Kadlece – Slovák Haluza – předmět nacházející se uvnitř jako vysílačku. Postupně se na místě, kde se nacházel Kadlec a Haluza, shromáždilo asi 40 osob (včetně šafáře Hovorky) a tak nález nebylo možno utajit. Tři hlavní aktéři nálezu (Kadlec, Haluza, Hovorka) se rozhodli předat nalezenou vysílačku nájemci dvora na Požárech Oldřichu Lindovi. Po více než dvou hodinách otálení a váhání nahlásil (asi ve 12.45) téhož dne Oldřich Linda nález vysílačky na četnické stanici v Křivoklátě. Velitel stanice strážmistr Wild musel (vzhledem k množství svědků nálezu a jeho místní „popularitě“) informovat o mimořádném nálezu i četnické velitelství v Rakovníku jakož i kladenské gestapo. Po ohlášení nálezu úřadovna gestapa na Kladně přikázala v celé oblasti posílit hlídky protektorátního četnictva a místo nálezu nepřetržitě střežit.

## Hlídkování
Prvním hlídkujícím až do podvečera 30. dubna 1942 byl strážmistr Říha. Po návštěvě v hostinci „U Černých“ v Městečku jej měli (na příkaz rakovnického velitelství četnictva) vystřídat strážmistr František Ometák s četnickým praporčíkem Václavem Komínkem. Na místo nálezu zavedl navečer oba četníky okresní četnický velitel kapitán Václav Bouberle. V blízkosti původního úkrytu vysílačky si Komínek s Ometákem našli pozorovací stanoviště (na rozhraní pole Mečná a lesní lokality V jedličkách) pod vývratem velkého stromu, který je částečně chránil před slabými sněhovými přeháňkami. Tady s ostře nabitými zbraněmi drželi toho dne svoji hlídku. Krátce před 22.00 hodinou zaslechli oba protektorátní četníci z lesa kroky a praskání větví pod nohama. S puškami v rukou opustili svůj úkryt a rozestavili se tak, aby se příchozí dostal (dostali) do prostoru mezi ně. František Ometák zaujal pozici na kraji lesa, zatímco Václav Komínek ustoupil trochu hlouběji na levou stranu. Bylo ještě před 22.00 hodinou, když oba protektorátní četníci uviděli ve svitu měsíce, jak se ve tmě z lesa (přesněji řečeno v lesním průseku vykáceném kvůli elektrickému vedení) od Pařezin vynořily dvě mužské siluety a pomalu a opatrně se blížily směrem k poli.

## Přestřelka
František Ometák vyzval příchozí předpisovým: „Stát! Ruce vzhůru!“. Odbojář Josef Kusý okamžitě příkaz vykonal (zvedl obě ruce), ale parašutista Arnošt Mikš se na tento povel jen zastavil, sklonil se a zaváhal, aby následně zdráhavě zvedal jen levou ruku, zatímco jeho pravačka zůstávala v blízkosti pasu. Polohlasně zavolal směrem k Ometákovi „Vždyť už je máme!“. „Obě!“ uslyšel dodatečný řízný četnický rozkaz. V noční tmě jednal Arnošt Mikš přesně dle instrukcí z parašutistického kurzu útočného boje. Parašutista lehce poklesl v kolenou a současně tasil pistoli zpod kabátu. V následujícím okamžiku rozřízly tmu nejméně tři výstřely, při nichž oba četníci zavrávorali a klesli na zem, kde se ocitl i Arnošt Mikš. Josef Kusý zůstal nezraněn a na Mikšův příkaz „Uteč! Já už se k vám nevrátím!“ se otočil a zmizel zpět v lese, kde odhodil svoji pistoli.

#### Průběh přestřelky dle Václava Bouberleho
O něco později po střetu přijeli Ometáka a Komínka vystřídat četnický kapitán Václav Bouberle a štábní strážmistr Mach. Václav Bouberle zaznamenal výpověď přeživšího Komínka, jenž tvrdil, že nejprve na něj vystřelil neznámý (Mikš). Komínek ucítil prudkou bolest v pravém boku a současně v téže chvíli sám vystřelil na neznámého (Mikše), který padl na zem a vědom si, že jeho zranění jsou velmi vážná, něco křikl na svého komplice (Kusého) a následně se zastřelil. Komplic (Kusý) se dal na útěk a přitom vystřelil na Ometáka. Zasažený četník se zapotácel a po několika krocích zpět ještě odvrávoral k poli, upadl na záda a těžkému zranění na místě podlehl.

#### Průběh přestřelky dle Macha
Podle strážmistra Macha se sice v úvodní fázi přestřelky vzájemně postřelili Komínek s neznámým (Mikšem). Komplic (Kusý) údajně vůbec nestřílel, jen prchal. Po utíkajícím komplicovi (Kusém) vystřelil Ometák. Neznámý (Mikš), který předtím padl na zem, znovu vystřelil, zasáhl Ometáka do hlavy a teprve poté se sám zastřelil vlastní zbraní.

#### Indicie z místa přestřelky
Na místě přestřelky provedl prohlídku zbraní četnický kapitán Václav Bouberle. Bylo zjištěno, že Komínek vypálil jednu ránu, Ometákova zbraň měla na kontě také jen jeden výstřel. Mikšova pistole nejspíše prohlížena nebyla, v této souvislosti nebyla zmiňována.

#### Další varianta
Do rakovnické nemocnice pomáhal zraněného Komínka převézt Ladislav Helebrant. Během transportu po nerovné cestě podpíral Komínkovu hlavu a z úst zraněného údajně zaslechl větu: „Do smrti mě bude mrzet, že jsem zastřelil kamaráda.“ Ve hře může tedy být i varianta, kdy se Komínek po zásahu Mikšovou střelou zkroutil tak, že místo Mikše jeho výstřel zasáhl Ometáka, který ale mezi tím již stačil vypálit na Mikše.

Dva mrtví jako výsledek přestřelky
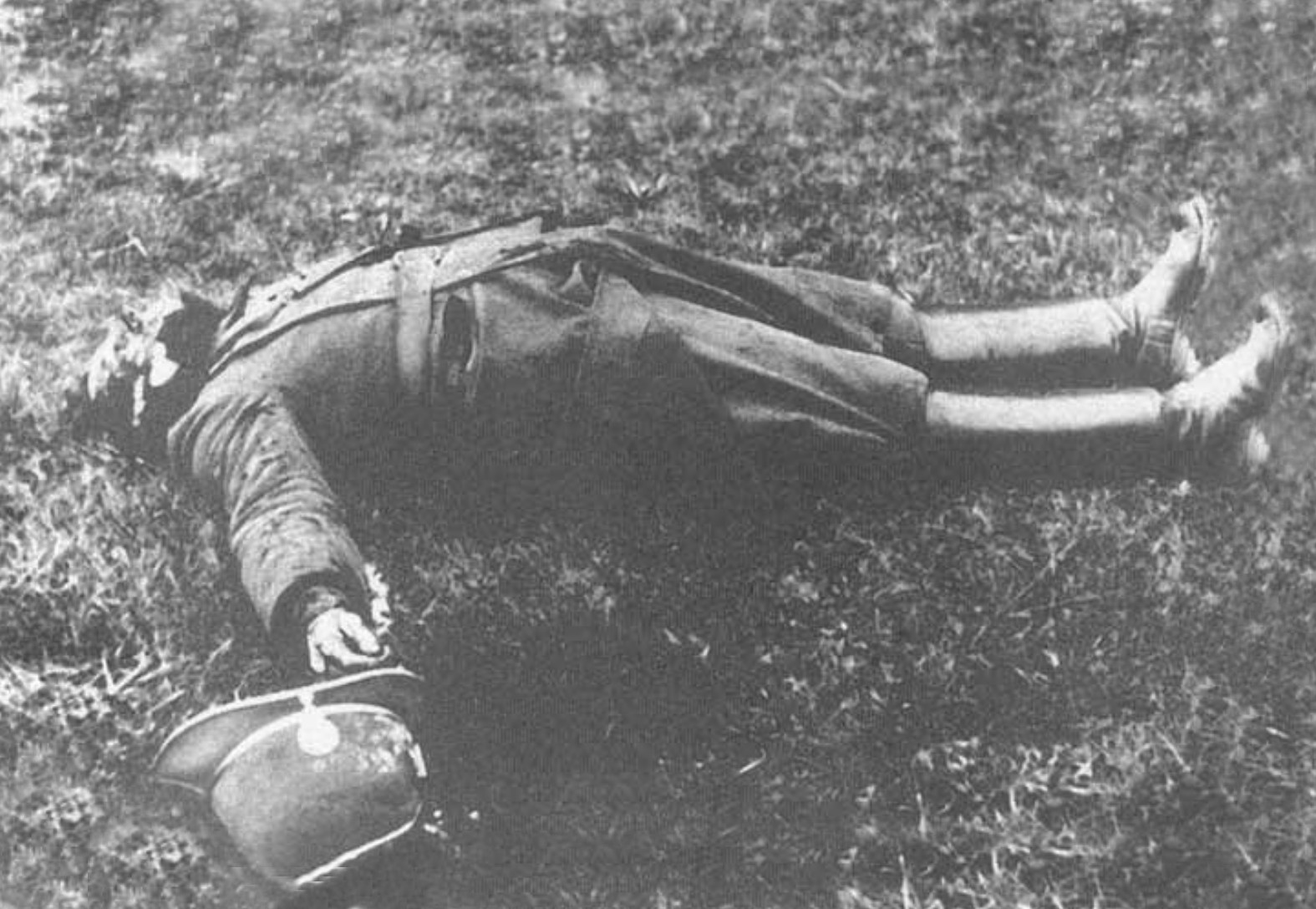
František Ometák
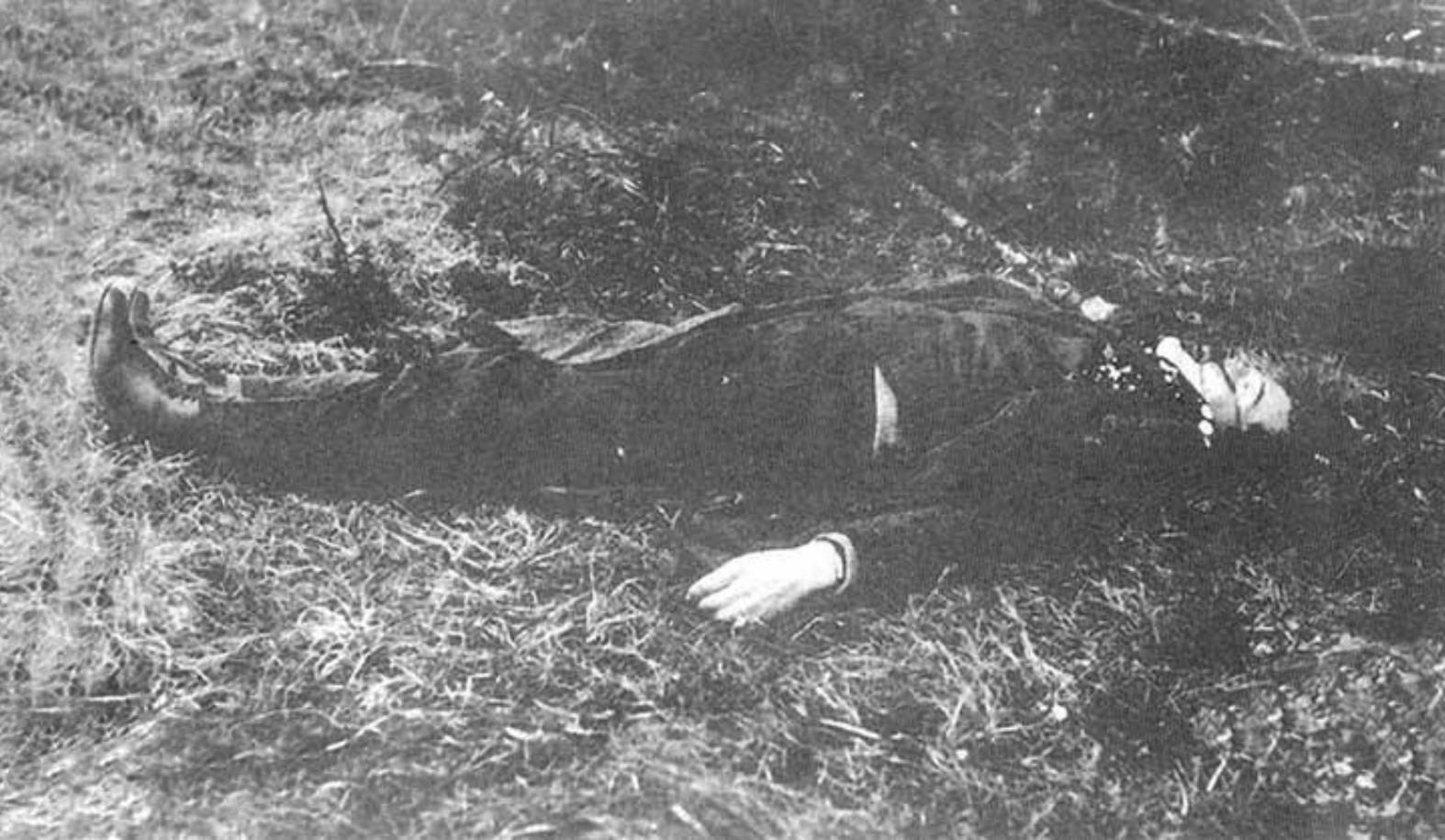
Arnošt Mikš

## Rekonstrukce

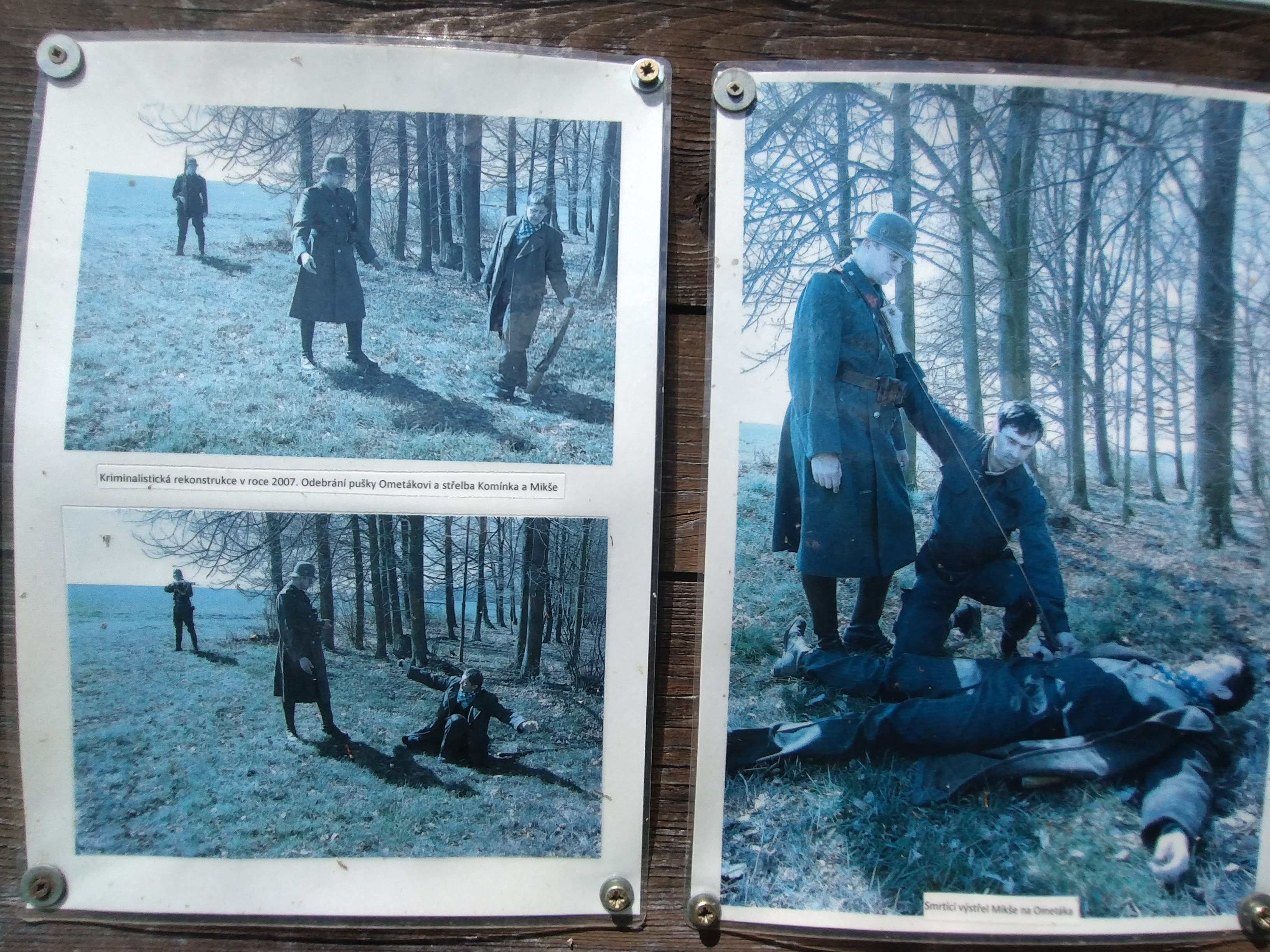
Fotografie z rekonstrukce přestřelky na Požárech (na informační tabuli u pomníku na místě přestřelky)

Následující události byly rekonstruovány nejen dle dobových protokolů, ale též na základě exhumace (rok 2021) ostatků Františka Ometáka z hrobu na hřbitově v Mutějovicích na Rakovnicku. Zatímco František Ometák odevzdával svoji četnickou pušku parašutistovi Arnoštu Mikšovi, zahájil četník Václav Komínek střelbu na příchozí. Komínek svojí střelbou smrtelně zranil parašutistu Arnošta Mikše. Arnošt Mikš opětoval střelbu, při níž těžce zranil (do ruky a do prsou respektive do pravého boku) Václava Komínka a jedinou střelou do hlavy připravil o život Františka Ometáka, který se nad ním skláněl. Arnošt Mikš na odbojáře Josefa Kusého stačil vykřiknout: „Běž domů, já už se k vám nevrátím!“ Pak Mikš ještě vleže obrátil svoji pistoli proti sobě a střelil se do hlavy. Z dostupných pramenů a expertního ohledání ostatků Františka Ometáka je zjevné, že Ometák nemohl po Mikšovi střílet, neboť mrtvý parašutista ležel na Ometákově pušce, kterou mu četník odevzdával.

#### 1. května 1942 - Gestapo na místě činu

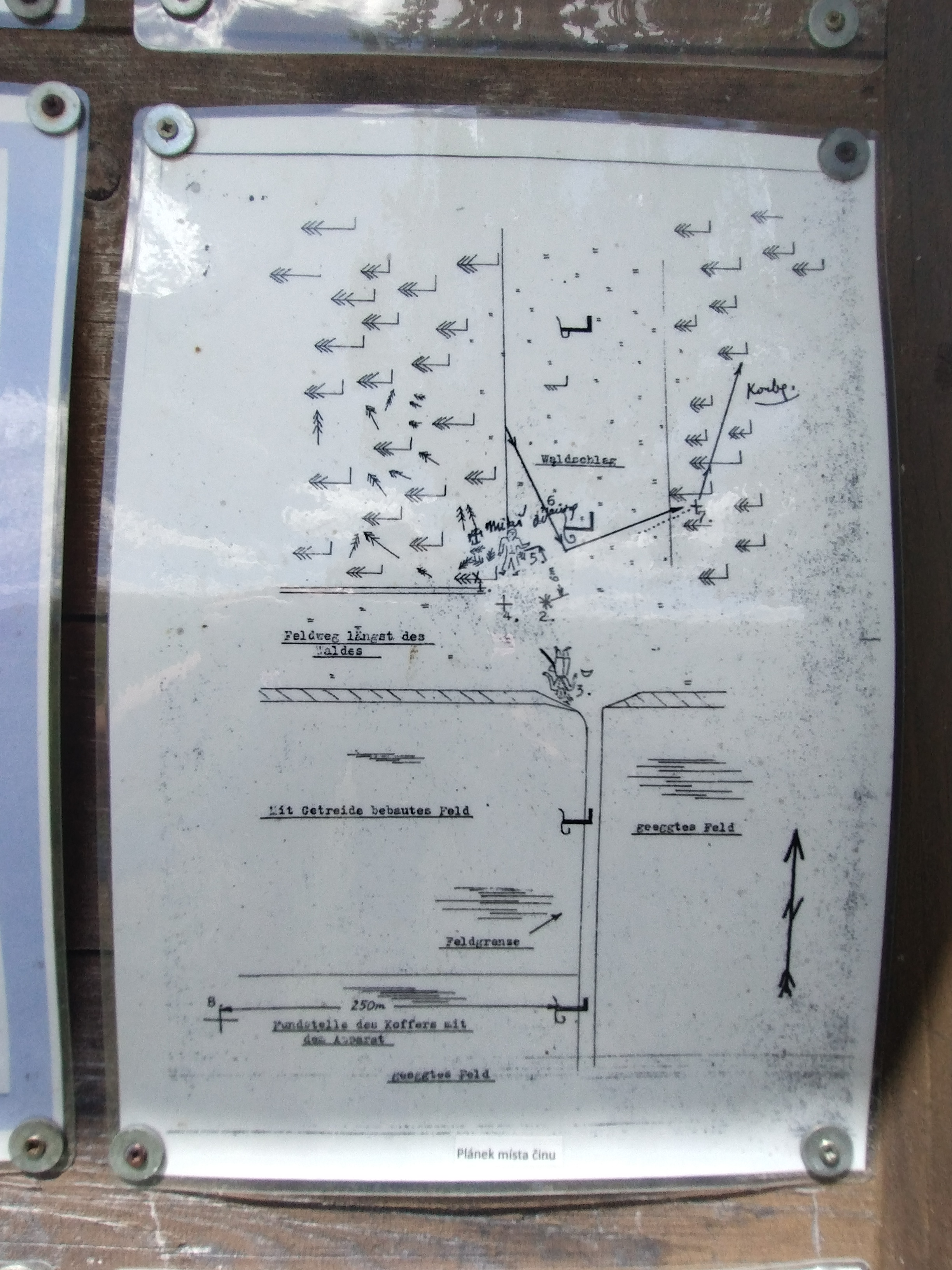
Plánek místa činu (na informační tabuli u pomníku na místě přestřelky)

Druhý den (1. května 1942) ráno přijeli na místo přestřelky i příslušníci kladenského gestapa. Po nich se z Prahy dostavil i kriminální inspektor III. oddělení, referátu III A pražského gestapa Oskar Fleischer, jenž s sebou přivezl i placeného konfidenta gestapa – bývalého Mikšova kolegu parašutistu Viliama Gerika, jehož úkolem bylo mrtvého Mikše jednoznačně identifikovat.
Podle předem domluveného plánu měl být operační materiál paravýsadků, ukrytý u Požárů, vyzvednut 1. května 1942 skupinou ve složení: Arnošt Mikš, Bohuslav Kouba, Josef Valčík a odbojář Vlastimil Moravec (* 17. března 1921; přezdívaný Aťa Moravec; mladší syn odbojářky Marie Moravcové). Mikš ale plán zjevně porušil a na místo se vydal s Josefem Kusým o den dříve, tedy 30. dubna 1942. Tímto se stalo, že se k místu přestřelky údajně (podle svědectví ze druhé a třetí ruky) dne 1. května 1942 vypravili i parašutista Josef Valčík (nebo Oldřich Dvořák) s Vlastimilem Moravcem. Na lesní cestě hlouběji v lese tato dvojice narazila na hlídkujícího českého četníka. Ten je upozornil, že cesta je uzavřena, a vyzval je, aby se vzdálili. Následně jim ukázal volnou cestu do bezpečí (slovy: „Běžte tudy zpátky a rovnou z lesa ven. Tady za mnou je cesta dosud volná.“)

## Nálezy z místa
Parašutista Arnošt Mikš podcenil při cestě na Požáry možnost svého zatčení, a tak u něho byla nalezena nejen jeho falešná legitimace, ale i fotografie velitele paravýsadku BIOSCOP rotného Bohuslava Kouby. Legitimace posloužila vyšetřujícím orgánům jako stopa k Mikšovým táborským spolupracovníkům, fotografie Bohuslava Kouby byla určena k ilegální výrobě falešných dokladů. Plánek úkrytů, kam členové paravýsadků BIOSCOP, BIVOUAC a STEEL ukryli materiál, měl Mikš také u sebe, takže dle něj gestapo postupně dohledalo další ukryté věci parašutistů. Zásadní byl ale notýsek s několika adresami Mikšových spolupracovníků v domácím odboji:
- Josefa Kusého v Bělči;
- Josefa Minaříka z Haloun;
- Josefa Staňka z Roztok;
- Václava Mulače z Nového Jáchymova (ten měl zajistit výbušniny používané na šachtě pro plánovaný útok na vlak)
- bývalého poručíka Antonína Fršlínka.

## Zatčení, popravy
Josefa Staňka z Roztok zatklo gestapo jako prvního; dále byli zatčeni i Josef Minařík z Haloun a Václav Mulač z Nového Jáchymova. Dne 2. května 1942 obsadil nacistický vojenský oddíl obec Běleč a zatkl Josefa Kusého a jeho manželku Růženu Kusou. Dále byl zatčen i bývalý poručík Antonín Fršlínek. Svědectví Josefa Minaříka z Haloun zachránilo život Václavu Mulačovi i Antonínu Fršlínkovi. Minařík dokázal vyšetřující orgány svojí výpovědí přesvědčit, že Mikš Mulače a Fršlínka sice vedl v seznamu jako své potenciální spolupracovníky, ale oba zatčení se s parašutistou Mikšem ve skutečnosti nikdy osobně nesetkali. 
Velitel paravýsadku BIOSCOP rotný Bohuslav Kouba byl rovněž zatčen a předán gestapu. Na kutnohorské četnické stanici požil dne 3. května 1942 jed (cyankáli) a zemřel na následky otravy. Růžena Koubová přežila, ale ostatní zatčení byli spolu s Mikšovými bratry Františkem a Antonínem popraveni v Praze na vojenské střelnici v Kobylisích dne 31. května 1942:
- Josef Kusý (* 17. února 1909)[11] bytem v Bělči [12] číslo popisné 60;[1] havíř;[11] byl zatčen doma v Bělči již 2. května 1942[2] četníky z Litně;[6]
- Josef Staněk (* 19. března 1912)[11] bytem v Roztokách, okres Rakovník; [12] zedník;[11] spolupracovník parašutistů a spoluubytovatel;[6]
- Josef Minařík (* 18. dubna 1914)[11] bytem v Halounech, okres Beroun; [12] zedník;[6]
- František Mikš (* 12. března 1915,[10][11] Janov) – bratr Arnošta Mikše – bytem v Táboře; [12] četnický strážmistr[11] z Tábora;[6]
- Antonín Mikš (* 10. září 1918,[10][11] Janov) – bratr Arnošta Mikše – bytem v Praze I, 175; [12] úředník[11] z Prahy.[6]

Rozsudek stanného soudu v Praze ze dne 31. května 1942 zdůvodnil jejich popravu zastřelením následovně:
Odsouzení poskytovali vědomě úkryt osobám policejně nehlášeným, které mají účast na činech nepřátelských Říši, anebo se policejně nehlásily po nařízení zastupujícího říšského protektora ze dne 27. května 1942, anebo vyzývaly ve veřejnosti k podporování atentátu a atentát schvalovaly, anebo rušily veřejný pořádek a bezpečnost a pracovní mír, anebo je ohrožovaly. Rozsudek byl vykonán 31. května 1942. Jmění odsouzených bylo zabaveno.
Stanný soud v Praze, Zdůvodnění trestu smrti, 

## Dozvuky
- Kočí Emanuel Kadlec obdržel peněžitou odměnu ve výši 10 000 protektorátních korun.[6]
- Přeživší četník Václav Komínek dostal od zastupujícího říšského protektora Reinharda Heydricha ještě v době svého pobytu v nemocnici německou pistoli[1] s vlastnoručním Heydrichovým věnováním a zvláštním písemným uznáním.[5] Kromě této „pocty“ byl mimo pořadí povýšen (na návrh Reinharda Heydricha[1]) do hodnosti četnického poručíka. Po druhé světové válce byl Komínek souzen[5] za kolaboraci s Němci a obdržel trest ve výši 5 let odnětí svobody. V roce 1953 byl propuštěn od Sboru národní bezpečnosti (SNB). Komínek byl podle svědectví některých lidi ctižádostivý kariérista, který údajně za protektorátu sympatizoval s kolaborantskou organizací Vlajka.[1]
- Ostatky Františka Ometáka byly pohřbeny na hřbitově v Mutějovicích u Rakovníka. Během státního pohřbu Františka Ometáka dne 3. května 1942[13] v Mutějovicích byla jeho rakev zahalena vlajkou s hákovým křížem. Nacisté Ometákovu smrt propagandisticky zneužili a Ometák byl okupačním režimem hodnocen jako horlivý policista, který „padl pro velikost Německa“.[14] Ve skutečnosti mnohým zadrženým odbojářům prokazatelně pomohl a o Němcích se vyjadřoval kriticky.[15][16][17]

## Připomínky
- Parašutista Arnošt Mikš má od 1. května 1946 na místě přestřelky pomníček, který mu věnovala obec Baráčníků v Městečku. Na pomníku je nápis: ZDE BYL ZASTŘELEN PARAŠUTISTA A PORUČÍK ČSL. ZAHRANIČNÍ ARMÁDY / ARNOŠT MIKŠ / nar. 27. VII. 1913 v Janově čís. 21 okr. Rakovník / zastřelen 30. IV. 1942 / Na paměť věnuje obec Baráčníků v Městečku / 1. V. 1946
- Sdružení občanů Bělče a T.J. Sokol Liteň uspořádali v roce 2008 cyklistický memoriál Josefa Kusého a Arnošta Mikše na trase jejich cesty z Bělče do Požárů, k lesnímu pomníčku Arnošta Mikše.[18]
- Jména Františka Mikše, Antonína Mikše, Josefa Kusého, Josefa Minaříka a Josefa Staňka jsou uvedena na pamětní desce popravených na Kobyliské střelnici.[19]
- Na zdi hřbitova v Mutějovicích vedle vstupní brány je umístěna informační tabulka o Františku Ometákovi a o přestřelce na Požárech

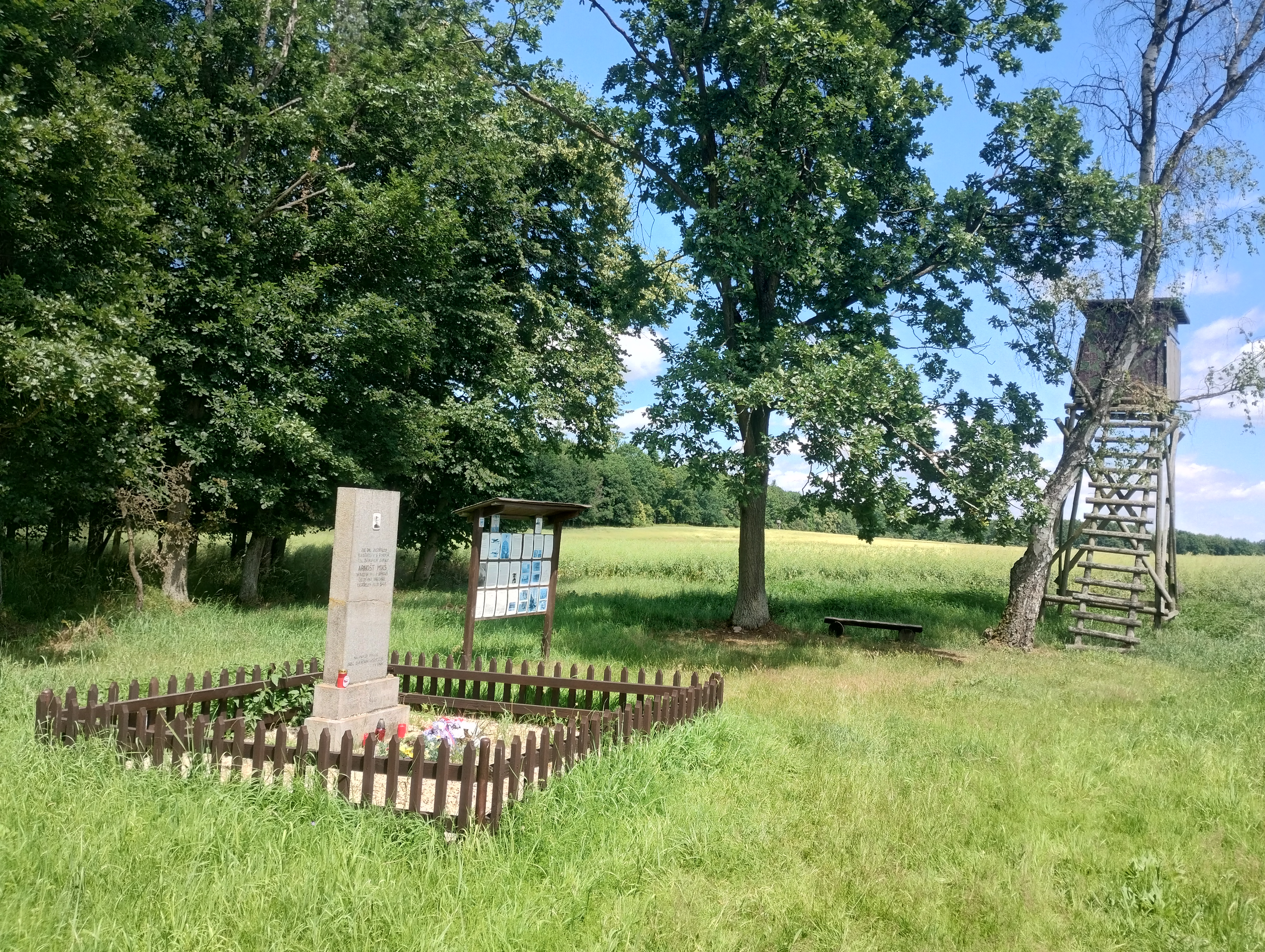
Jméno odbojáře Josefa Kusého je uvedeno na pomníku obětem první a druhé světové války v Bělči.[2][20]  - Místo přestřelky s pomníkem
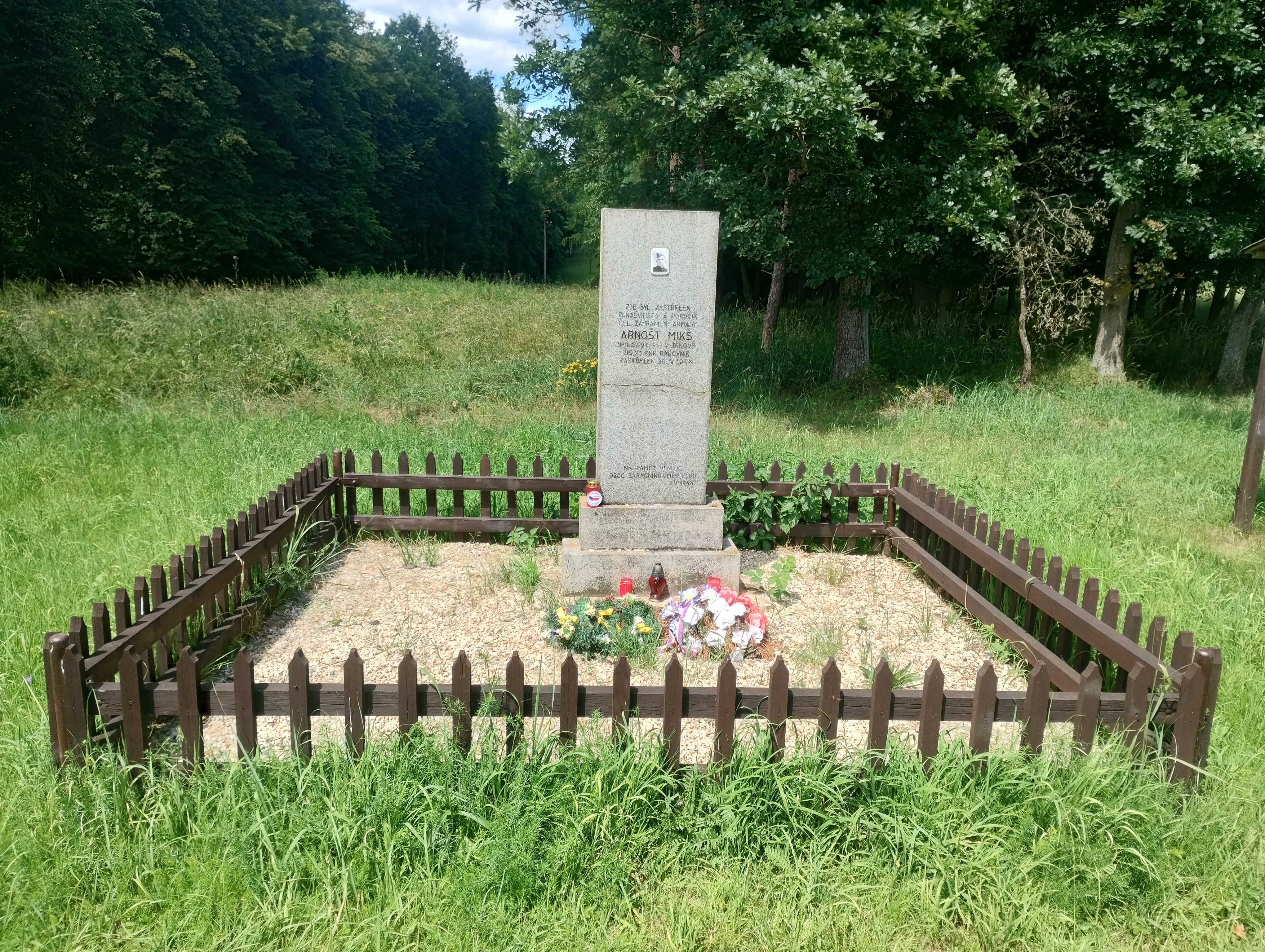
Pomník Arnošta Mikše u Požárů
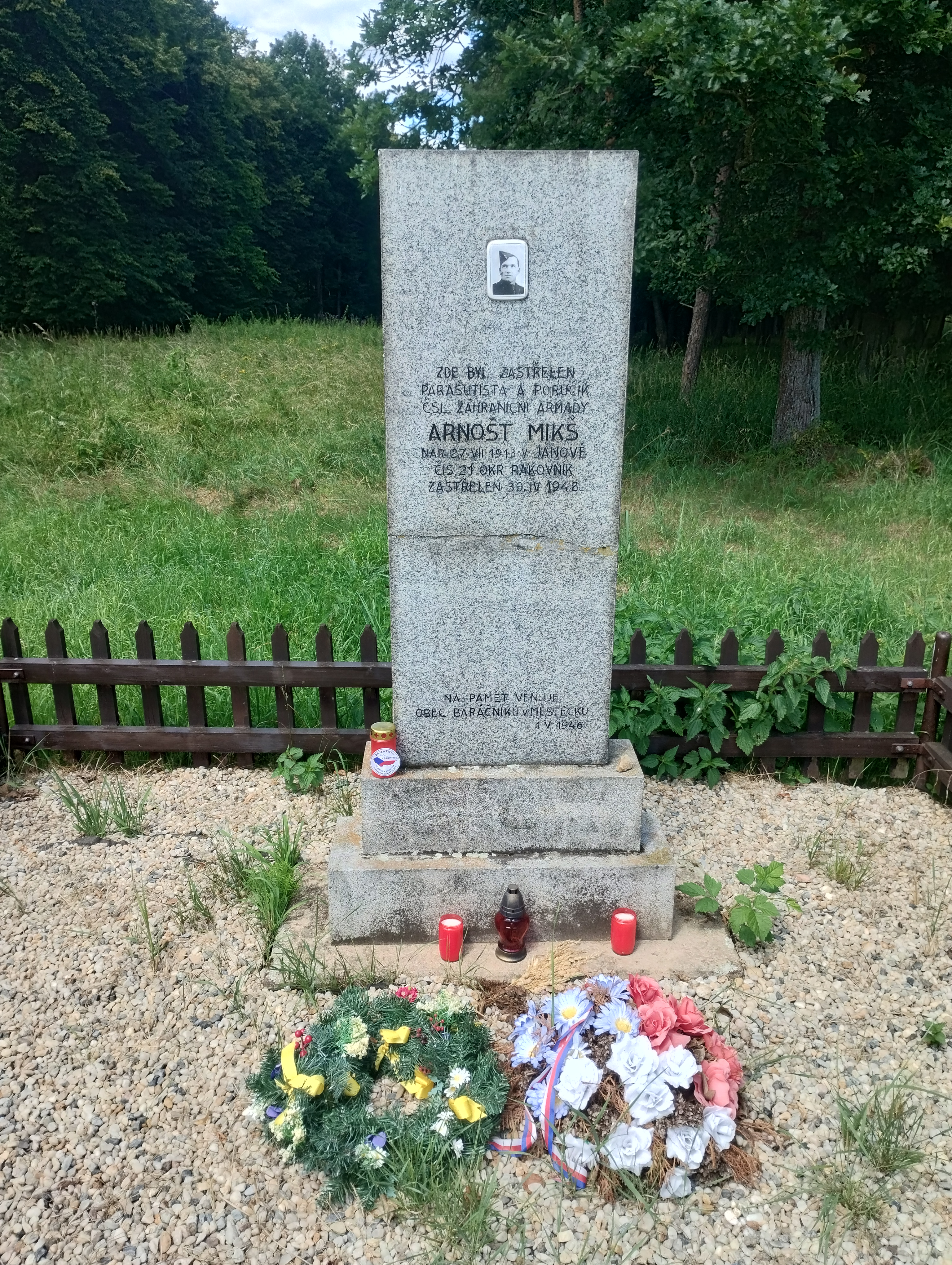
Detail pomníku
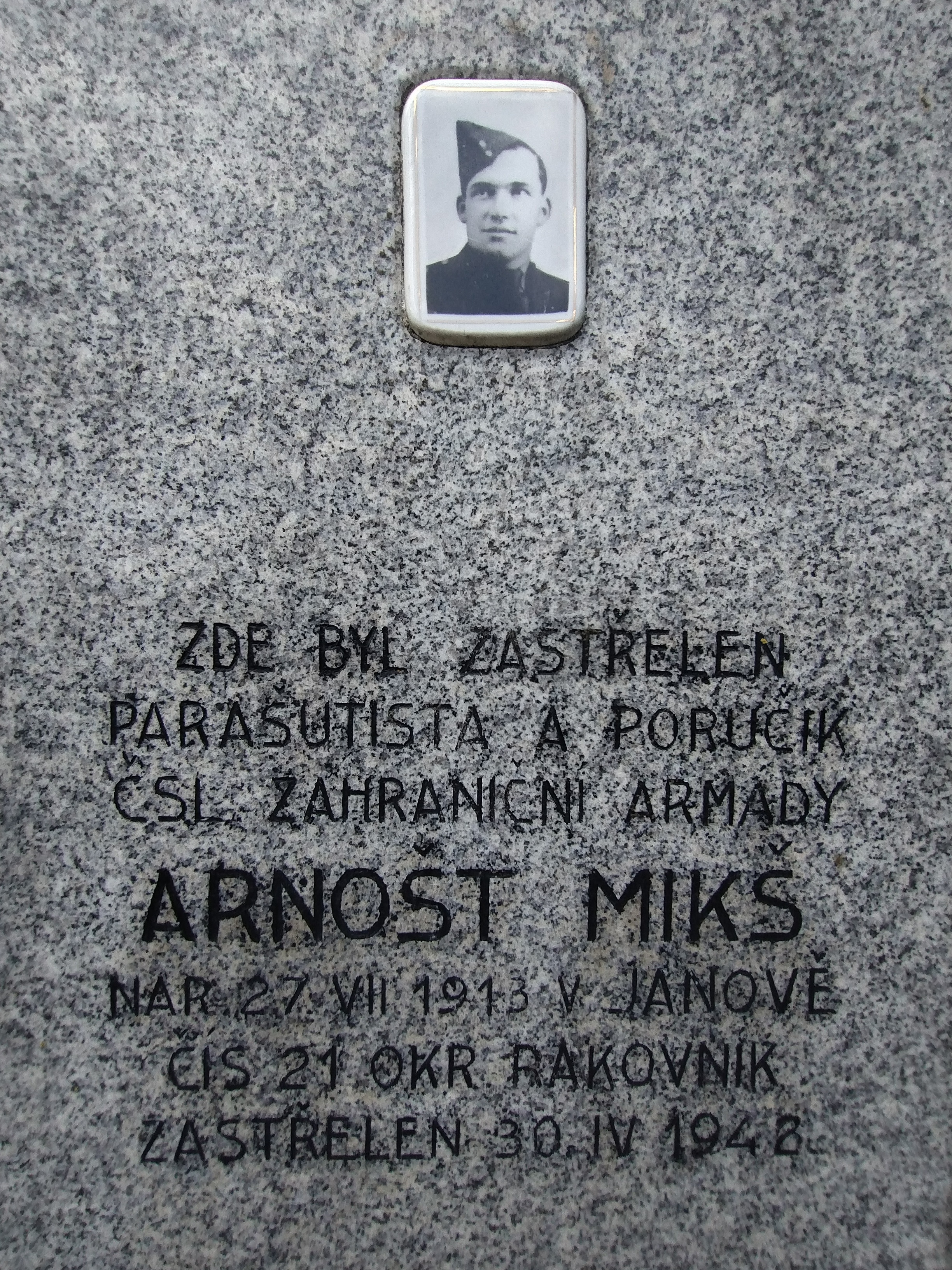
Nápis na pomníku
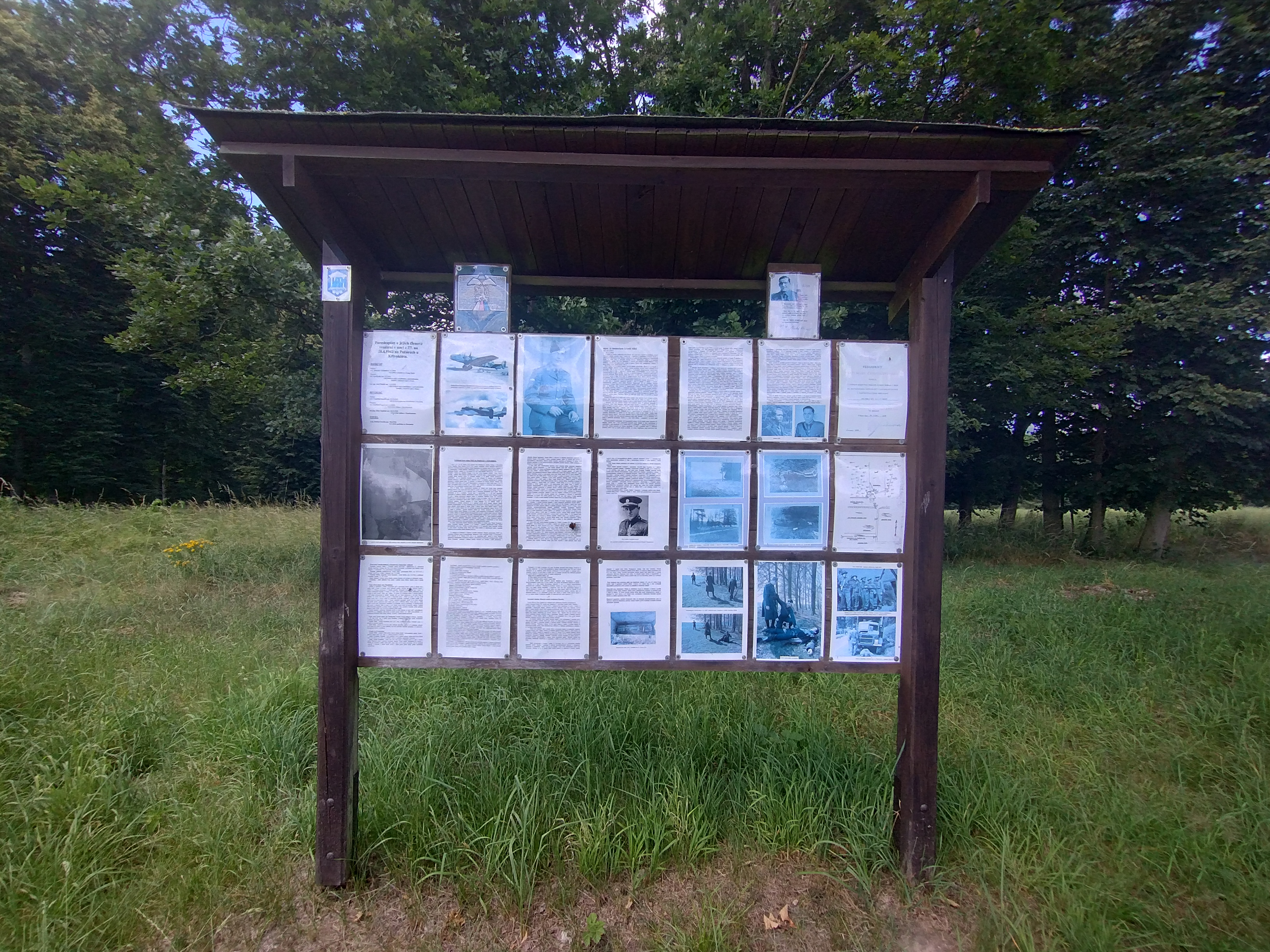
Informační tabule na místě přestřelky
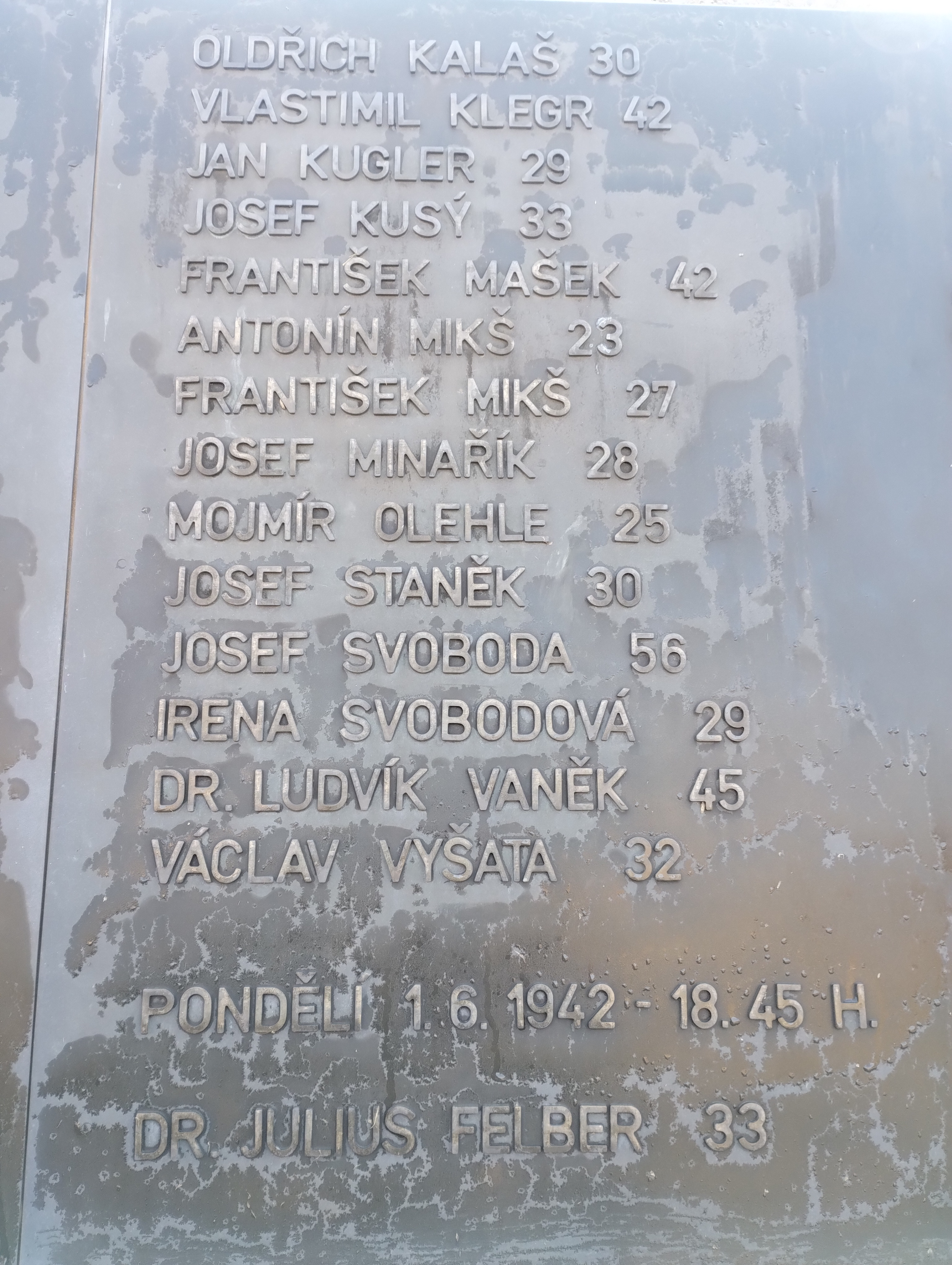
Detail desky se jmény bratrů Mikšových a odbojáře J. Kusého, Kobyliská střelnice
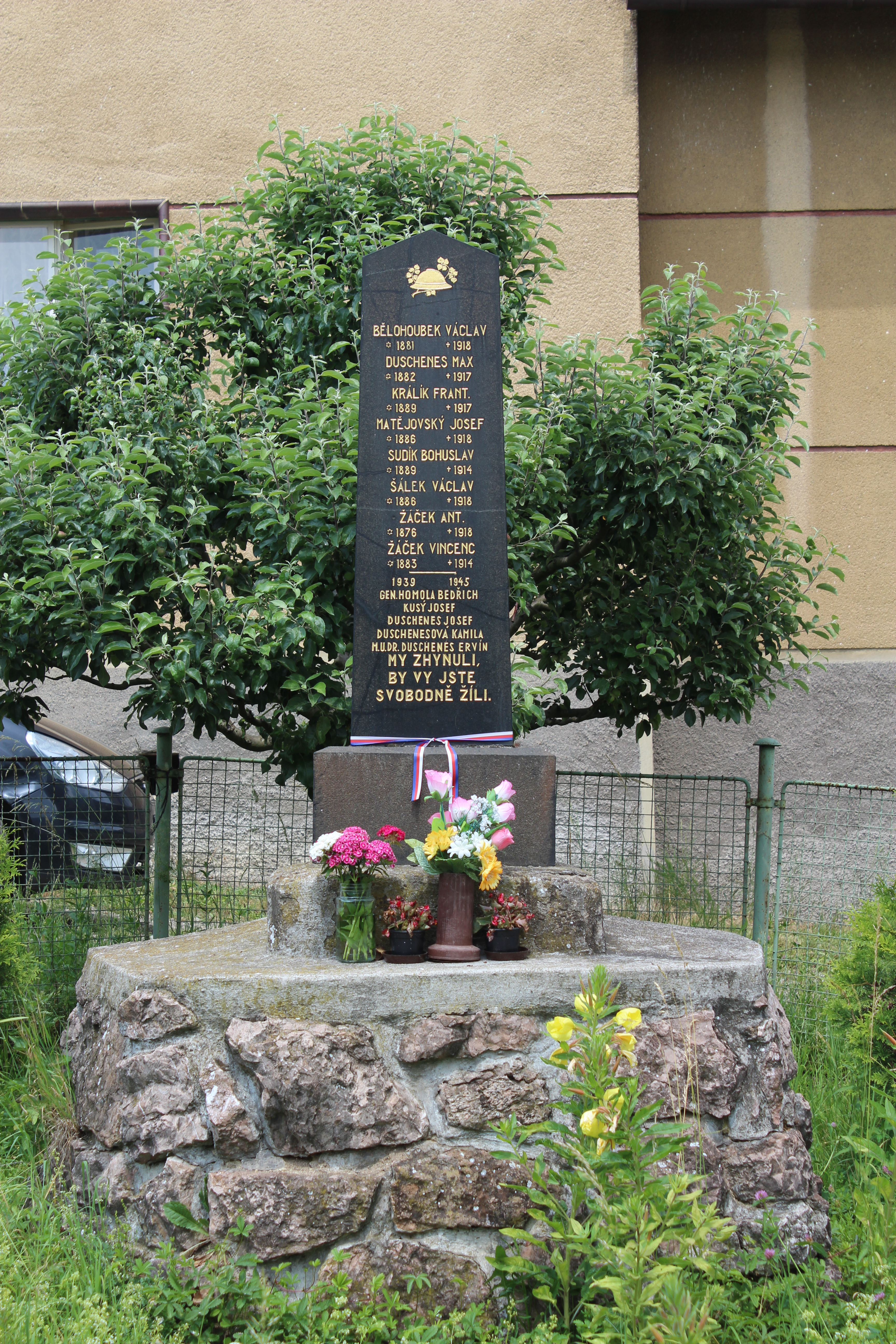
Pomník obětem 1. a 2. světové války v Bělči se jménem Josefa Kusého
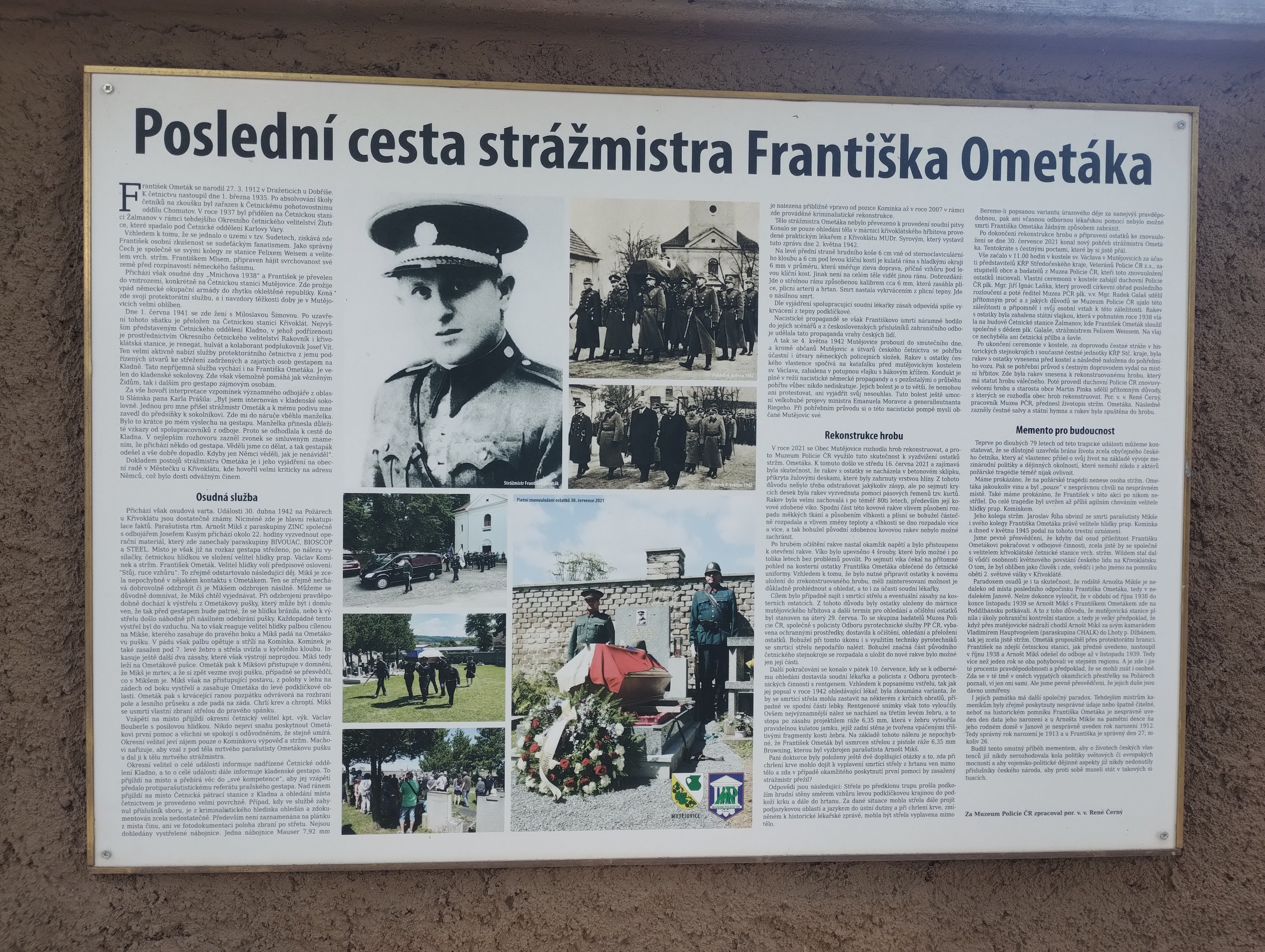
Informační tabulka na hřbitovní zdi v Mutějovicích připomínající F. Ometáka a popisující události na Požárech
  - Pomník Arnošta Mikše u Požárů
  - Detail pomníku
  - Nápis na pomníku
  - Informační tabule na místě přestřelky
  - Detail desky se jmény bratrů Mikšových a odbojáře J. Kusého, Kobyliská střelnice
  - Pomník obětem 1. a 2. světové války v Bělči se jménem Josefa Kusého
  - Informační tabulka na hřbitovní zdi v Mutějovicích připomínající F. Ometáka a popisující události na Požárech

## Hrob F. Ometáka
O hrob Františka Ometáka se starala obec až do roku 2021, kdy se rozhodla (na přání historiků z Muzea Policie České republiky) jeho tělo exhumovat a hrob rekonstruovat. Soudní lékař měl najít kulku, která četníka 30. dubna 1942 zabila a potvrdit poněkud jinou verzi průběhu celé události než ji udávaly dobové nacistické a četnické protokoly. Ostatky Františka Ometáka pak byly po exhumaci v létě 2021 pietně v rakvi zahalené českou vlajkou uloženy do zrekonstruovaného hrobu. Ceremoniál ukládání ostatků Františka Ometáka v létě 2021 byl zahájen v kostele svatého Václava v Mutějovicích bohoslužbou slova, celebrovanou duchovním Policie ČR mjr. ThDr. Jiřím Ignácem Laňkou, Ph.D. Po mši se všichni přítomní odebrali na místní hřbitov, kde byly ostatky Františka Ometáka uloženy do hrobu; čestné pocty a státní hymna pak uzavřely celý pietní akt.

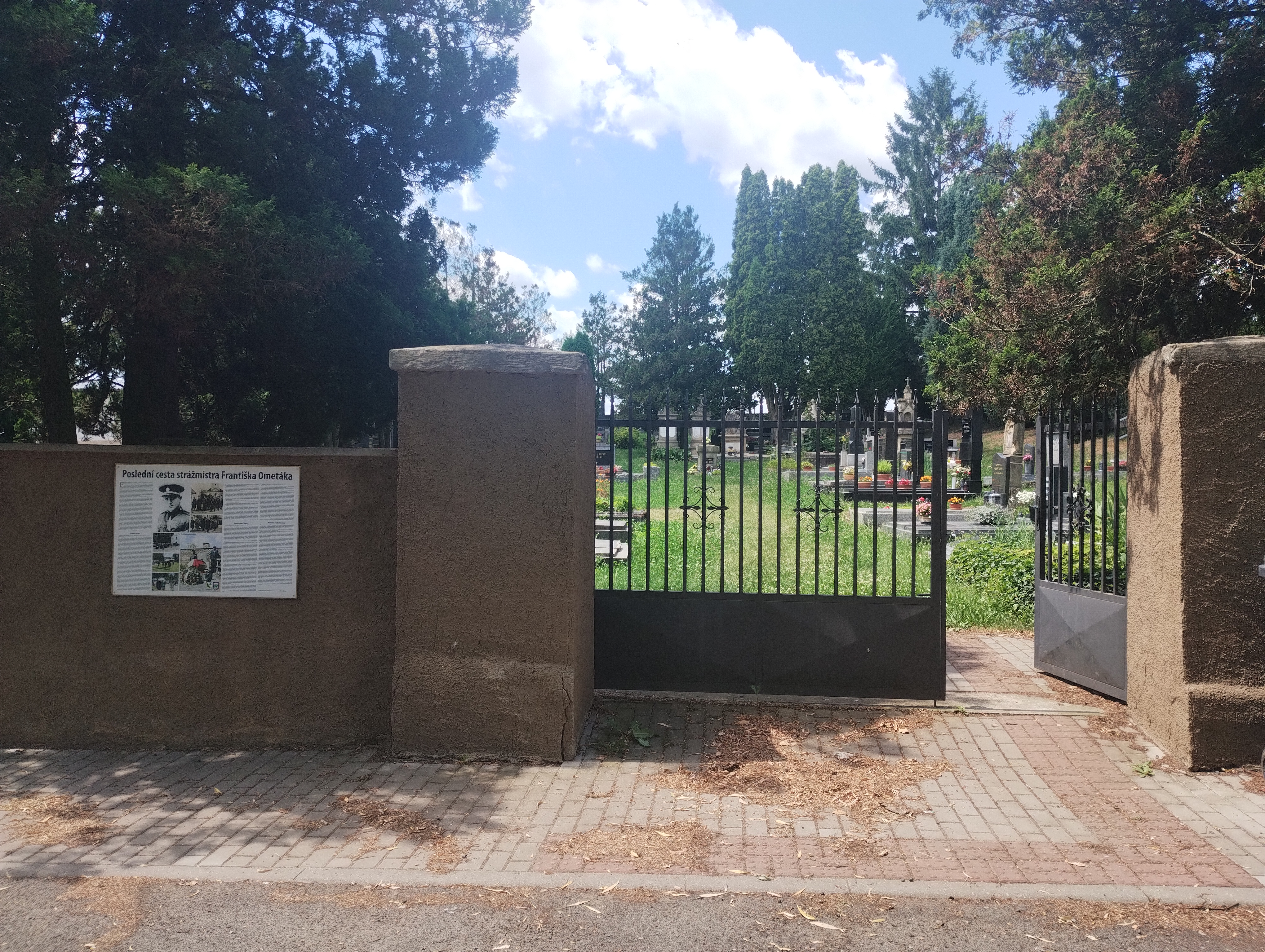
Hřbitov v Mutějovicích s informační tabulkou na hřbitovní zdi u vstupu
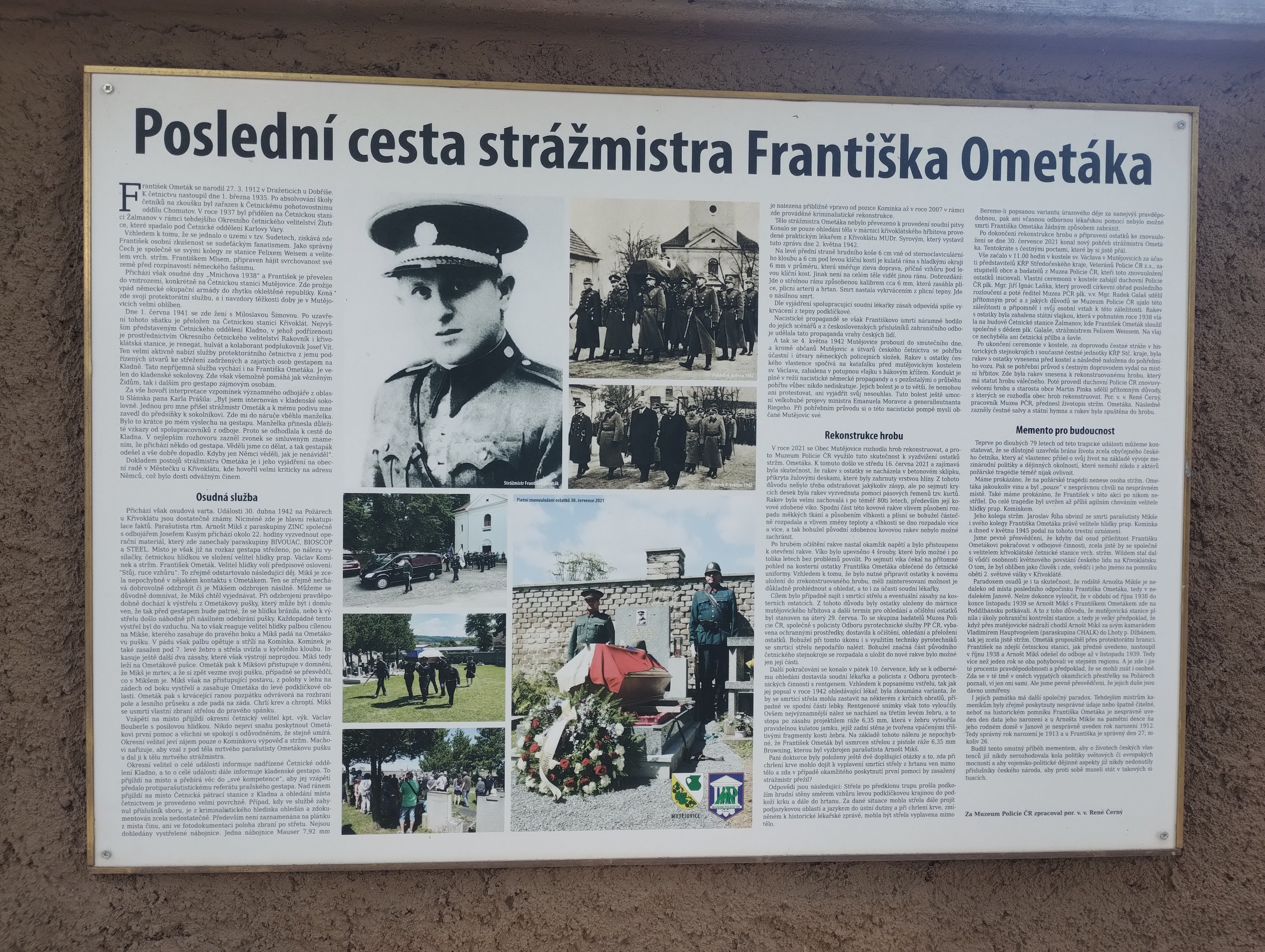
Informační tabulka na hřbitovní zdi v Mutějovicích
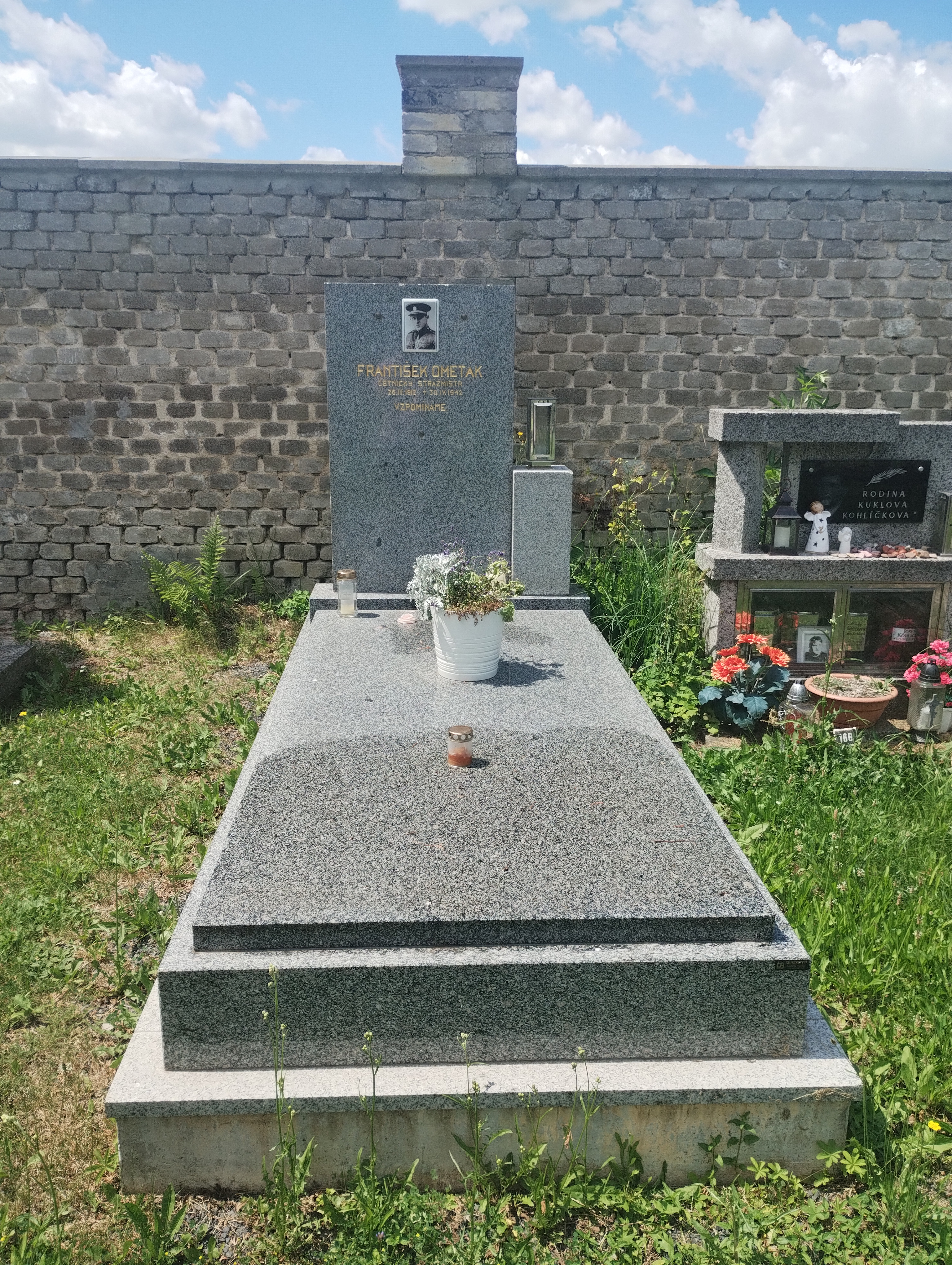
Hrob Františka Ometáka po rekonstrukci (foto 2025)
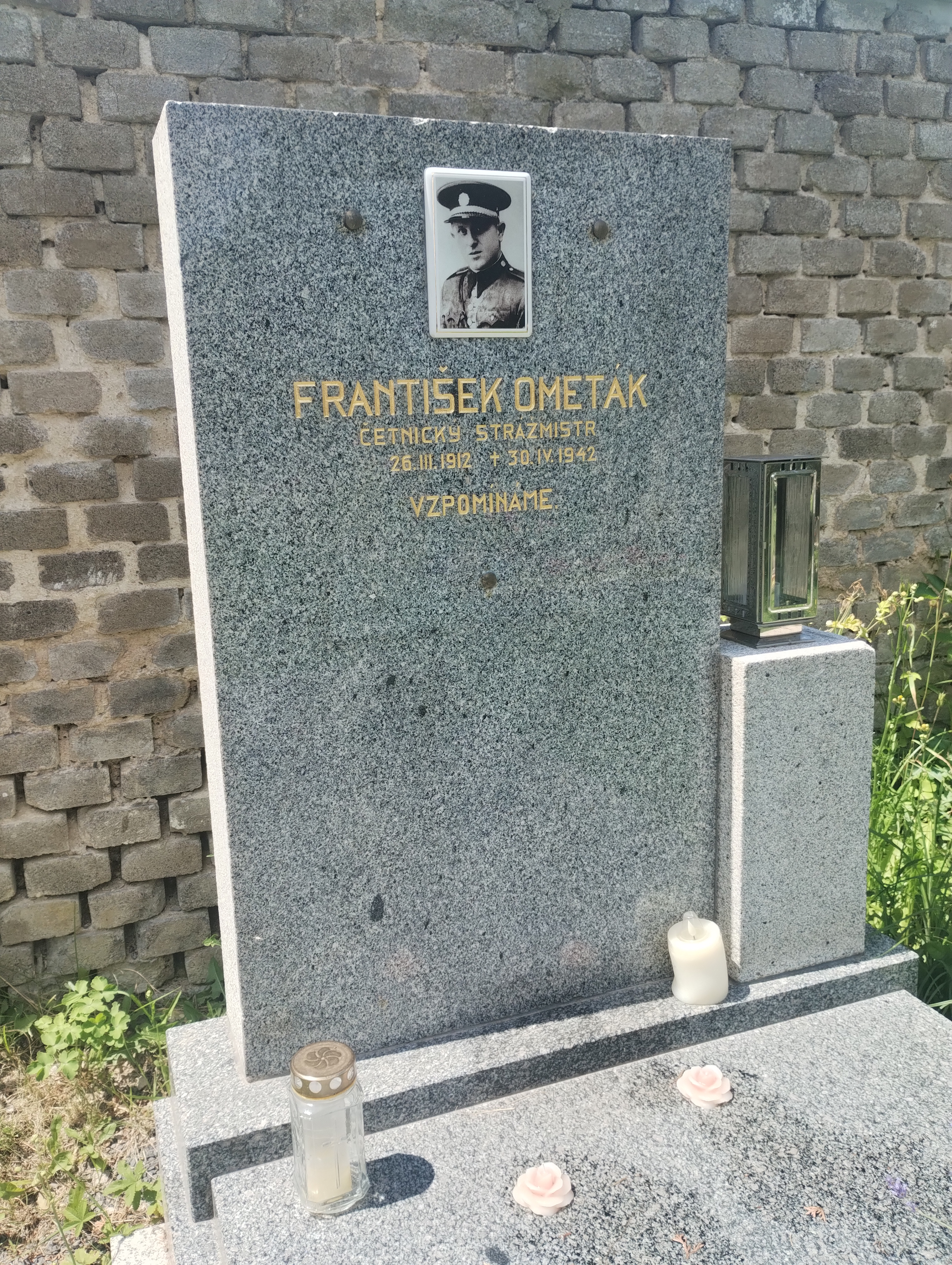
Detail hrobu Františka Ometáka po rekonstrukci (foto 2025)
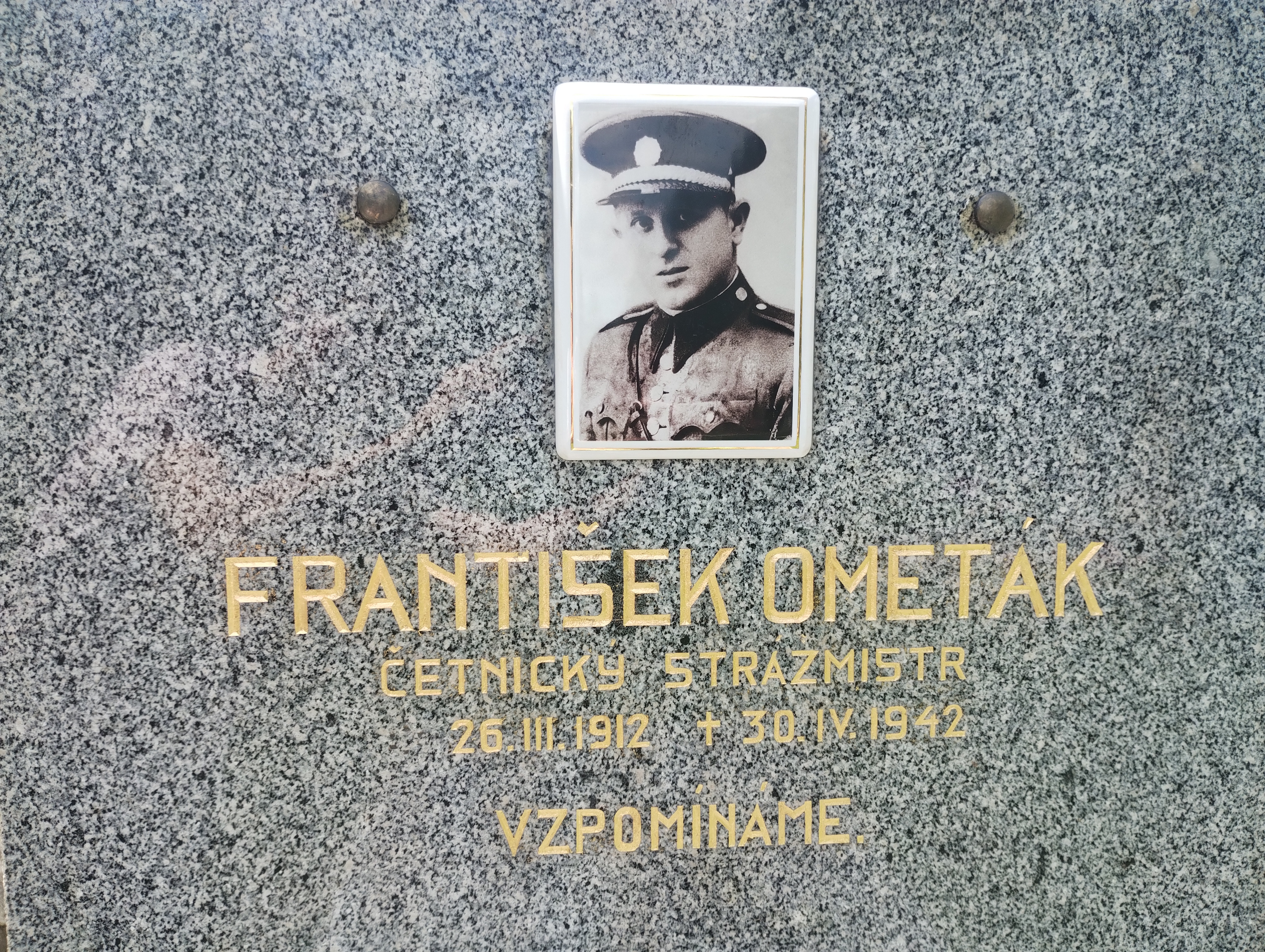
Nápis na hrobu Františka Ometáka po rekonstrukci (foto 2025)

## Závěr
Výsledkem přestřelky u Požárů a následných kroků gestapa byla ztráta veškerého operačního materiálu tří parašutistických skupin, jakož i náhradní vysílačky a náhradních dílů k vysílačce Libuši.